# Gotlândia (província)
A Gotlândia (  PRONÚNCIA; EM GÚTNICO ANTIGO Gutland), também conhecida em português como Gotland, é uma província histórica da Suécia.
                                                                                                                         Está situada na região histórica da Gotalândia, e localizada no mar Báltico, a uns 100 km da terra firme da Småland.

Ocupa 0,8 % da área total do país e tem uma população aproximada de 61 029 habitantes (2023).
A província compreende a própria ilha da Gotlândia e ainda as ilhas menores de Fårö, Lilla Karlsö, Stora Karlsö e Gotska Sandön.

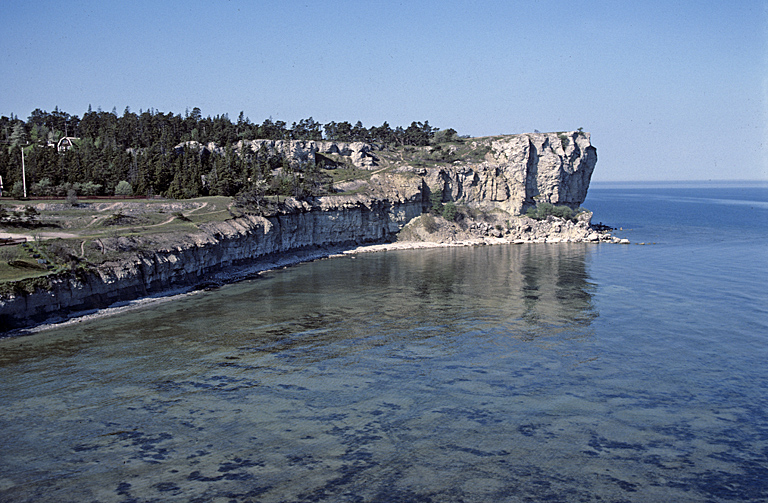

Como província histórica, a Gotlândia não possui funções administrativas, nem significado político, mas está diariamente presente nos mais variados contextos, como por exemplo em Gotlands Bowlingförbund (Associação de Bowling da Gotlândia) e Gotlands Folkhögskola (Escola Superior Popular da Gotlândia).

## Etimologia e uso
O nome geográfico sueco Gotland deriva possivelmente das palavras nórdica "gutar" (o nome do povo habitando a ilha; literalmente, "os homens") e de ”land” (terra ou ilha), significando ”terra dos gutas”. A forma ”Gotland” - com ”o” - parece ser uma influência do baixo-alemão medieval, talvez em combinação erudita posterior com ”goter” (godos). A província está mencionada como "Gutlandi", em escrita rúnica em sueco antigo no século XI, como ”Gutland” na Saga dos Gutas, em gútnico antigo no século XIII, e como ”Gutland” no século XIV.

| “                                    | ”Gutland hitti fyrsti maþr þan sum þieluar hit. þa war gutland so eluist at þet daghum sanc Oc natum war uppj.” | ” |
| — Autor desconhecido, Saga dos Gutas | |   |

A forma Gotlândia é um aportuguesamento consagrado em textos em português, embora a forma original Gotland pareça ter igualmente uso considerável na língua portuguesa.

| “ | ...a Suécia tinha já enviado uma guarnição militar para a Gotlândia… | ” |

| “ | ... a escolha da ilha de Fårö, localizada na província de Gotland, na Suécia... | ” |

## Condados atuais
A província histórica da Gotlândia corresponde inteiramente ao atual condado da Gotlândia.

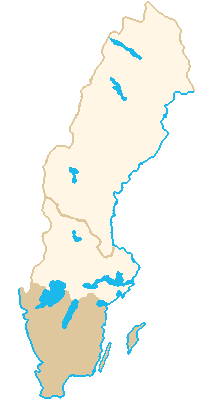
A região histórica da Götaland
A província histórica da Gotlândia
O condado da Gotlândia

## História
Desde longa data, a ilha báltica da Gotlândia foi um importante centro de comércio. Durante a Idade Média, a Gotlândia gozou de uma significativa autonomia em relação à Suécia. Uma forte rivalidade entre os comerciantes alemães da ilha e os camponeses locais levou a uma guerra civil, que acabou finalmente em 1288 pela intervenção conciliatória do rei sueco Magno, o Tesoureiro. Em 1361 a Dinamarca conquistou a ilha, que só foi recuperada pela Suécia em 1645, pela paz de Brömsebro.

Até aos nossos dias, foram encontradas centenas de pedras rúnicas (runestones) na Gotlândia, na forma de lápides de pedra esculpidas com inscrições referindo cenas mitológicas e homenagens em honra dos antepassados da região.

### Heráldica

O brasão de armas provém do sinete da ilha no século XIII. O carneiro representa Jesus, em alusão ao ”cordeiro de Deus”.

## Geografia
A Gotlândia é um grande rochedo de calcário - predominantemente plano - em pleno Mar Báltico, a 90 km da Suécia continental.
Através dos tempos, as vagas e os ventos modelaram falésias (raukar) e grutas ao longo das costas da ilha.

- Ponto mais alto: Lojsta Hed a 82 metros acima do nível do mar.
- Ilhas menores: Fårö, Lilla Karlsö e Stora Karlsö
- Cabo: Hoburgen

### Maiores centros urbanos
Localidades com mais população da comuna (2020):

| # | Localidade  | População |
| - | ----------- | --------- |
| 1 | Visby       | 24 951    |
| 2 | Vibble      | 1 810     |
| 3 | Hemse       | 1 766     |
| 4 | Klintehamn  | 1 541     |
| 5 | Slite       | 1 481     |
| 6 | Romakloster | 1 374     |

### Municípios
A ilha da Gotlândia coincide com a província, o condado e a comuna da Gotlândia.

## Comunicações
A província da Gotlândia está ligada ao continente pelas linhas marítimas de Nynäshamn-Visby e Oskarshamn-Visby.  O aeroporto de Visby conecta a ilha com o Estocolmo, Gotemburgo e Malmö, no continente, e ainda com Helsínquia, na Finlândia, e Oslo, na Noruega. Não existe nenhuma linha férrea desde 1960.

## Economia

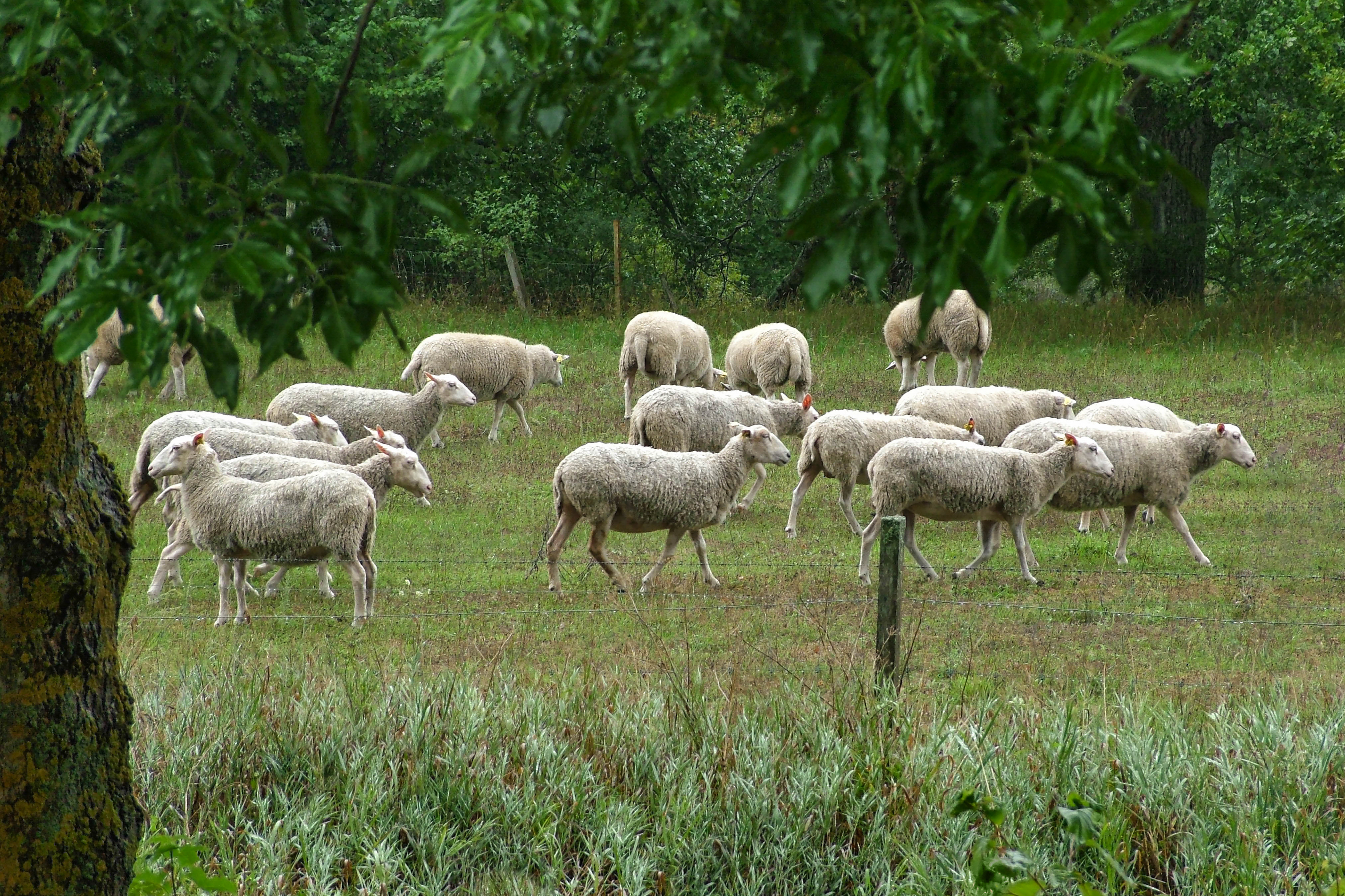
Ovelhas brancas, em Stenkyrka

A economia tradicional da Gotland está baseada na agricultura.

Hoje em dia, continua a ser a província sueca com mais pessoas a trabalhar na agricultura. Há uma grande cultura de cereais, beterraba-açucareira, batatas e morangos, assim como uma grande criação de carneiros e ovelhas. Na atividade industrial tem especial relevo a produção de cimento em Slite, havendo ainda a considerar as indústrias agro-alimentares, da pedra e de eletrónica. O turismo assume uma importância destacável na economia da ilha..

## Património histórico, cultural e turístico
A Gotlândia é uma grande atração turística, especialmente no verão.
A ilha orgulha-se de ter o maior número anual de horas de sol da Suécia – cerca de 2000.

- Cidade medieval de Visby, património cultural da humanidade
- Praias de Gotska Sandön
- Museu da Gotlândia
- Grutas de Lummelunda
- Falésias de Fårö
- Abadia de Roma
- 42 000 vestígios arqueológicos
- 90 igrejas medievais
- 800 km de costa com praias e falésias